# Ankirómpolis
Ankirómpolis es el nombre griego de una ciudad del Antiguo Egipto, Tuedjoi, situada en la ribera oriental del Nilo, unos 32 kilómetros al sur de Beni Suef, en el Egipto Medio, a medio camino entre El Cairo y Amarna. 
Nombre egipcio: Tuedjoi; nombre griego: Ankirómpolis o Ankyronompolis; nombre árabe: El-Hiba.
|  |

## Historia
La ciudad se fundó durante el Imperio Nuevo, entre 1500 y 1070 a. C. En la dinastía XVIII pertenecía al nomo XVIII del Alto Egipto y era un centro administrativo y religioso. 
Según varios relatos históricos, la ciudad fue una importante fortaleza en la frontera entre el Alto y el Bajo Egipto desde finales de la dinastía XX a finales de la XXII, pero su valor como puesto militar disminuyó con el paso del tiempo. 
Se recuperó su importancia militar durante el período greco-romano, entre el 330 a. C. y el 400 d. C., con el nombre griego de Ankironompolis, y era una floreciente puesto avanzado militar cuando Egipto se convirtió en provincia romana.
La ciudad tiene una necrópolis con miles de tumbas cuya antigüedad se remonta hasta la decimosegunda dinastía, con tumbas de ciudadanos romanos que adoptaron la costumbre egipcia de la momificación.
Los restos permiten conocer la vida en la época romana, en que su población era de pocos millares de habitantes, según estimaciones de Robert Yohe, profesor de antropología en Bakersfield. La costumbre romana de censar la población cada catorce años y la buena conservación de los papiros ayuda a los arqueólogos en este estudio.

## Restos arqueológicos

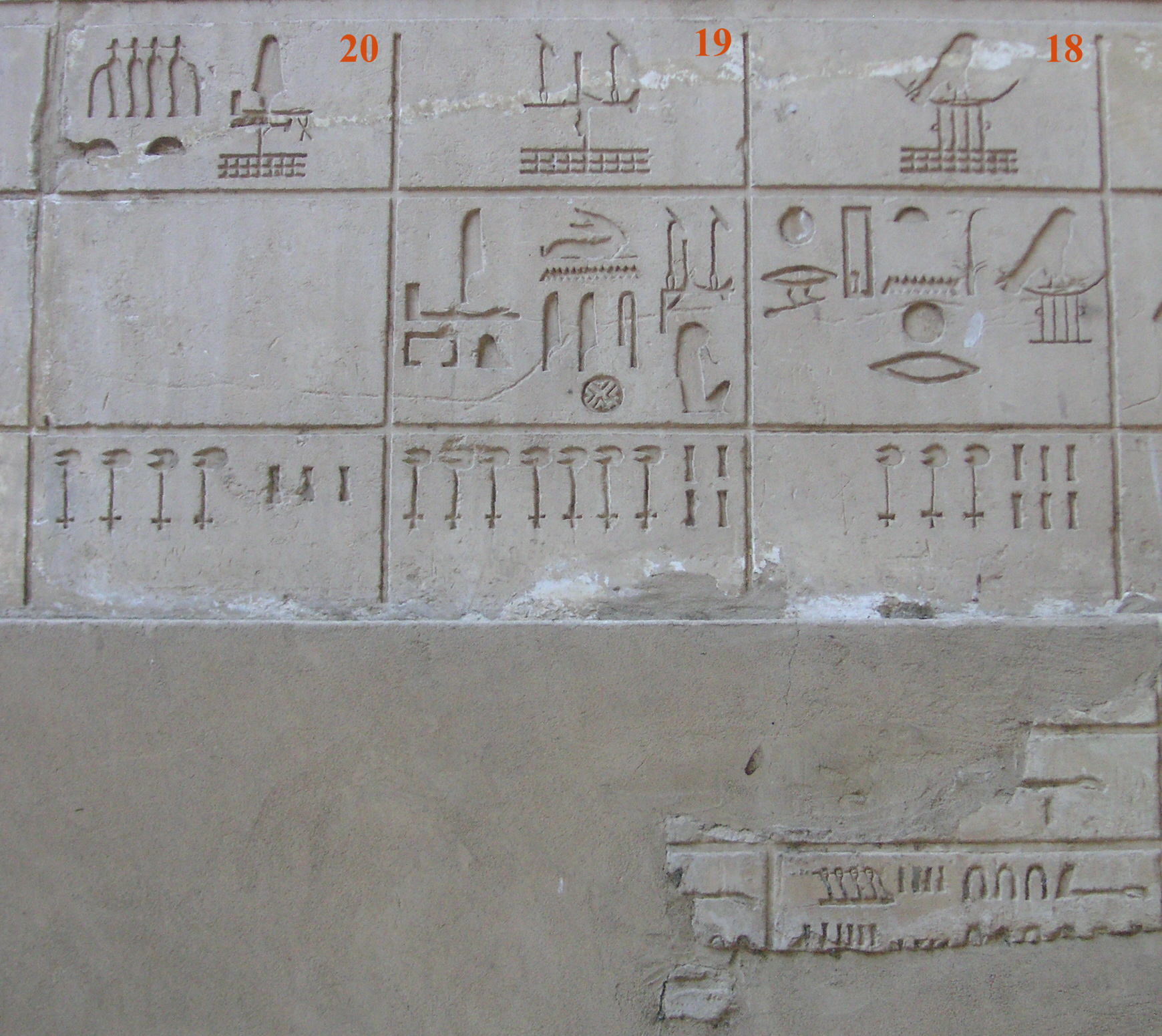
A la derecha, representación del nomo XVIII en la lista de Sesostris I.

El Egypt Exploration Fund (Fondo de exploración de Egipto) patrocinó las excavaciones de B. Grenfell y A. Hunt, que publicaron en 1906 sus hallazgos de papiros en griego y demótico egipcio en las tumbas. Robert Wenke también realizó unas excavaciones en Ankirómpolis en 1980. 
Desde 2003 los restos están siendo estudiados por un equipo dirigido por Carol Redmount, arqueóloga de la Universidad de California, Berkeley.
En el lugar se encuentran restos, parcialmente conservados, de:
- Una fortaleza, utilizada desde la Dinastía XX a la Dinastía XXII.
- Templo de Amón, erigido por Sheshonq I, situado en una colina. El templo está en ruinas, era de piedra y medía unos 36 x 18 m. Costaba de un vestíbulo con dos filas de cuatro columnas de papiro y una sala con cuatro pilares. Tenía una pequeña cámara de ofrendas y capilla con cuatro pequeños compartimientos laterales.
- Muros cuyos ladrillos de adobe que tienen los sellos de Pinedyem I y Menjeperra, Sumos sacerdotes de Amón en Tebas al comienzo de la Dinastía XXI. Parecen indicar la existencia una residencia sacerdotal.
- Muralla perimetral de la ciudad.
- La necrópolis, donde se hallaron numerosos papiros, y sarcófagos (Ashmolean Museum)